# Beija-flor-de-garganta-escamosa
O beija-flor-de-garganta-escamosa (Lampornis viridipallens) é uma espécie de ave da família Trochilidae (beija-flores). Pode ser encontrada nos seguintes países: El Salvador, Guatemala, Honduras e México. Os seus habitats naturais são: regiões subtropicais ou tropicais húmidas de alta altitude.